# Стайки (Хвастовицький район)
Стайки (рос. Стайки) — присілок в Хвастовицькому районі Калузької області Російської Федерації.
Населення становить 311 осіб. Входить до складу муніципального утворення Присілок Стайки.

## Історія
Від 2004 року входить до складу муніципального утворення Присілок Стайки

## Населення
| 2002 | 2010 |
| ---- | ---- |
| 396  | ↘311 |